# 牧羊子
牧 羊子（まき ようこ、1923年4月29日 - 2000年1月19日）は、日本の詩人、エッセイスト。日本現代詩人会会員、作家・開高健の妻。本名は旧姓金城初子、結婚後は開高初子。

## 経歴
大阪府生まれ。奈良女子高等師範学校物理化学科（現、奈良女子大学）卒業。教師を経て戦後、壽屋（現・サントリー）に勤務。同人誌「えんぴつ」で7歳年下の開高健と知り合い、1951年に結婚。開高の壽屋入社と入れ違いに退社し創作活動に入る。娘はエッセイストの開高道子。詩のほか料理に関するエッセイが多かった。
1989年に開高が59歳で死去し、その5年後の1994年には娘の道子が電車に轢かれて死亡した。
2000年1月19日、夫、娘に先立たれて一人住まいをしていた茅ヶ崎市の自宅で持病の悪化のために倒れており、孤独死の状態で亡くなっているのが発見された。76歳没。検死の結果、病死で死後数日と見られた。墓所は鎌倉市の円覚寺塔中、松嶺院にある。

## 谷沢永一による批判
開高の親友で牧とは不仲だった谷沢永一は、1992年、著書『回想開高健』の中で、牧を稀代の悪妻だったと描き、最初牧とは結婚するつもりのなかった開高が妊娠した牧から鬼のようにせがまれて結婚したことや、杉並の自宅の妻子から逃れるように開高が茅ケ崎に自宅を建てたこと、また、死の床で開高が牧を「鬼」と呼んだことなどを紹介した。さらに谷沢は別の著書『人間、うつでも生きられる』の中で、開高は鬱病だったが牧から逃れるため南米などへ釣りに出かけ、飛行機が離陸するとからっと鬱が治ったと書いた。
しかし一方、夫の開高健はサントリー学芸賞選評で、その親友、谷沢永一について「昨今…あちらこちらに安易に書きすぎるとの声も審査の席のあちらこちらで聴かれた」「好漢、自重されよ」と述べるなど、多くの文化人に対する彼のゆき過ぎた批判を訓戒したことがある。

## 著書
- コルシカの薔薇 詩集 創元社 1954.7
- 人生受難詩集 山梨シルクセンター出版部 1971 (現代女性詩人叢書)
- おかず咄 文化出版局 1972 のち集英社文庫
- 自作自演の愉しみ エッセイ集 PHP研究所 1973「語りかける女たち」集英社文庫
- 他人からの出発 現代夫婦考 読売新聞社 1974 のち光文社文庫
- 天使のオムレツ ロングセラーズ 1977.9 (あまカラ選書)
- あなたはどのメビウスの輪 トーク&エッセイ 海竜社 1980.10 のち文春文庫
- 遠いこえ近いことば 集英社 1981.4  のち文庫
- 味をつくる人たちの歌 1981.5 (集英社文庫)
- めんどり歌いなさい 筑摩書房 1981.11 のち文春文庫
- 天使のオムレツ 詩集 弥生書房 1982.6
- あなたひとりで生きてをいうまえに 光文社 1984.8
- おいしい話つくって食べて 主婦と生活社 1984.10 のち文春文庫
- 聖文字虫 集英社 1988.12
- 悠々として急げ 追悼開高健（編）筑摩書房 1991.10
- 金子光晴と森三千代 おしどりの歌に萌える マガジンハウス 1992.6 のち中公文庫
- ごちそうさまの一年 文芸春秋 1995.4
- 夫開高健がのこした瓔 集英社 1995.3

## 参考
- 谷沢永一『回想開高健』新潮社、1992年 のちPHP文庫